# Ciclismo nos Jogos Olímpicos de Verão de 2020 - BMX corrida masculina
A prova do BMX corrida masculina do ciclismo nos Jogos Olímpicos de Verão de 2020 ocorreu nos dias 29 e 30 de julho de 2021 no Parque Urbano de Esportes de Ariake, em Tóquio. Um total de 24 ciclistas de 17 Comitês Olímpicos Nacionais (CON) participaram do evento.

## Qualificação
Cada Comitê Olímpico Nacional (CON) poderia inscrever até três ciclistas qualificados no BMX corrida. As vagas foram atribuídas ao CON, que seleciona os ciclistas. Haviam 24 vagas disponíveis, alocadas da seguinte forma:
- Ranking de nações da UCI (18 vagas): Os dois primeiros CONs ganharam três vagas cada. Já aqueles classificados do 3º ao 5º lugar ganharam duas vagas cada e, por sua vez, os classificados entre o 6º e o 11º lugar ganharam uma vaga cada um. Cada continente tinha um lugar garantido.
- Ranking individual de elite da UCI (três lugares): Os três CONs com os melhores ciclistas neste ranking, que ainda não tinham nenhuma vaga, ganharam uma cada um;
- Campeonato Mundial de 2020 (2 vagas): Os dois primeiros CONs na competição, que ainda não tinham nenhuma vaga, ganhariam uma cada um. Como o campeonato foi cancelado devido à pandemia de COVID-19, essas vagas foram realocadas para o ranking de nações;
- País sede (1 vaga): O Japão teve uma vaga garantida.

## Formato
A competição consistiu de três fases, compreendendo as quartas de final, semifinais e final. A fase de tomada de tempo realizada nos Jogos anteriores foi abolida. Em cada fase, os ciclistas percorreram um percurso de 400 metros (1 300 pés) com saltos e curvas em declive, decorrendo da seguinte forma:
- Quartas de final: Quatro baterias de seis ciclistas cada. Cada bateria teve três corridas, usando um sistema de ponto por lugar (um ponto para o vencedor de uma corrida, dois pontos para o segundo, etc.), com a pontuação mais baixa nas três corridas vencendo. Os quatro melhores ciclistas em cada bateria (16 no total) avançaram para as semifinais; os demais (oito ciclistas) foram eliminados;
- Semifinais: duas baterias de oito ciclistas cada. Novamente, houve três corridas por bateria, usando o sistema de ponto por lugar. Os quatro melhores ciclistas em cada semifinal (oito no total) avançaram para a final; os demais (oito ciclistas) foram eliminados;
- Final: uma final de oito ciclistas. Houve apenas uma única corrida valendo a disputa pelas medalhas.

## Calendário
Horário local (UTC+9)
| Dia         | Horário | Fase             |
| ----------- | ------- | ---------------- |
| 29 de julho | 10:00   | Quartas de final |
| 30 de julho | 10:45   | Semifinais       |
| 30 de julho | 12:25   | Final            |

## Medalhistas
| Ouro   | NED Niek Kimmann   |
| Prata  | GBR Daniel Dhers   |
| Bronze | COL Carlos Ramírez |

## Resultados

### Quartas de final
As quartas de final foram disputadas em 29 de julho de 2021, às 10:00 locais, com quatro baterias de seis ciclistas cada uma.

#### Bateria 1
| Pos. | Bib | Ciclista               | Corrida 1  | Corrida 2  | Corrida 3  | Total | Notas |
| ---- | --- | ---------------------- | ---------- | ---------- | ---------- | ----- | ----- |
| 1    | 3   | FRA Sylvain André      | 40.436 (1) | 40.131 (1) | 40.294 (1) | 3     | Q     |
| 2    | 5   | GBR Kye Whyte          | 41.012 (3) | 40.201 (2) | 40.983 (4) | 9     | Q     |
| 3    | 100 | FRA Romain Mahieu      | 40.701 (2) | 40.603 (3) | 40.996 (5) | 10    | Q     |
| 4    | 24  | USA Corben Sharrah     | 41.408 (4) | 41.222 (5) | 40.537 (2) | 11    | Q     |
| 5    | 993 | JPN Yoshitaku Nagasako | 41.862 (5) | 40.984 (4) | 40.851 (3) | 12    |       |
| 6    | 950 | RSA Alex Limberg       | 46.005 (6) | 50.119 (6) | 44.773 (6) | 18    |       |

#### Bateria 2
| Pos. | Bib | Ciclista           | Corrida 1  | Corrida 2  | Corrida 3  | Total | Notas |
| ---- | --- | ------------------ | ---------- | ---------- | ---------- | ----- | ----- |
| 1    | 313 | NED Niek Kimmann   | 40.681 (2) | 40.249 (1) | 39.932 (1) | 4     | Q     |
| 2    | 1   | NED Twan van Gendt | 40.555 (1) | 40.477 (2) | 40.258 (2) | 5     | Q     |
| 3    | 500 | BRA Renato Rezende | 40.980 (3) | 40.983 (4) | 40.705 (3) | 10    | Q     |
| 4    | 143 | ARG Nicolás Torres | 41.243 (4) | 40.527 (3) | 42.525 (6) | 13    | Q     |
| 5    | 76  | LAT Helvijs Babris | 41.529 (5) | 41.710 (5) | 42.490 (5) | 15    |       |
| 6    | 66  | CAN James Palmer   | 41.708 (6) | 41.971 (6) | 41.167 (4) | 16    |       |

#### Bateria 3
| Pos. | Bib | Ciclista               | Corrida 1  | Corrida 2  | Corrida 3    | Total | Notas |
| ---- | --- | ---------------------- | ---------- | ---------- | ------------ | ----- | ----- |
| 1    | 33  | FRA Joris Daudet       | 40.570 (1) | 40.207 (1) | 39.911 (1)   | 3     | Q     |
| 2    | 921 | NED Joris Harmsen      | 40.698 (2) | 40.327 (2) | 40.463 (2)   | 6     | Q     |
| 3    | 40  | NOR Tore Navrestad     | 41.122 (3) | 40.768 (3) | 41.395 (3)   | 9     | Q     |
| 4    | 120 | COL Vincent Pelluard   | 41.479 (5) | 41.675 (5) | 41.452 (4)   | 14    | Q     |
| 5    | 179 | SUI Simon Marquart     | 41.274 (4) | 41.675 (4) | 1:25.514 (6) | 14    |       |
| 6    | 155 | ROC Evgeny Kleshchenko | 42.432 (6) | 41.912 (6) | 42.337 (5)   | 17    |       |

#### Bateria 4
| Pos. | Bib | Ciclista            | Corrida 1    | Corrida 2  | Corrida 3  | Total | Notas |
| ---- | --- | ------------------- | ------------ | ---------- | ---------- | ----- | ----- |
| 1    | 11  | USA Connor Fields   | 40.887 (2)   | 41.084 (1) | 40.138 (1) | 4     | Q     |
| 2    | 7   | SUI David Graf      | 40.459 (1)   | 41.473 (2) | 40.436 (3) | 6     | Q     |
| 3    | 278 | COL Carlos Ramírez  | 42.164 (4)   | 41.620 (3) | 40.801 (4) | 11    | Q     |
| 4    | 593 | ECU Alfredo Campo   | 1:09.531 (6) | 41.941 (4) | 40.329 (2) | 12    | Q     |
| 5    | 117 | ITA Giacomo Fantoni | 41.576 (3)   | 42.766 (6) | 40.979 (5) | 14    |       |
| 6    | 44  | AUS Anthony Dean    | 1:00.186 (5) | 42.750 (5) | 42.251 (6) | 16    |       |

### Semifinais
As semifinais foram disputadas em 30 de julho de 2021, às 10:45 locais, com duas baterias de oito ciclistas cada uma.

#### Bateria 1
| Pos. | Bib | Ciclista             | Corrida 1  | Corrida 2  | Corrida 3    | Total | Notas |
| ---- | --- | -------------------- | ---------- | ---------- | ------------ | ----- | ----- |
| 1    | 100 | FRA Romain Mahieu    | 40.265 (1) | 40.293 (2) | 40.244 (1)   | 4     | Q     |
| 2    | 278 | COL Carlos Ramírez   | 41.207 (4) | 41.005 (4) | 41.281 (2)   | 10    | Q     |
| 3    | 3   | FRA Sylvain André    | 40.695 (2) | 40.490 (3) | 1:09.511 (6) | 11    | Q     |
| 4    | 11  | USA Connor Fields    | 40.762 (3) | 40.270 (1) | DNF (8)      | 12    | Q     |
| 5    | 143 | ARG Nicolás Torres   | 41.693 (5) | 41.014 (5) | 41.360 (3)   | 13    |       |
| 6    | 120 | COL Vincent Pelluard | 42.002 (6) | 41.422 (6) | 42.250 (5)   | 17    |       |
| 7    | 921 | NED Joris Harmsen    | 42.978 (7) | 42.265 (7) | 41.801 (4)   | 18    |       |
| 8    | 1   | NED Twan van Gendt   | 58.692 (8) | 42.315 (8) | 1:51.080 (7) | 23    |       |

#### Bateria 2
| Pos. | Bib | Ciclista           | Corrida 1  | Corrida 2    | Corrida 3  | Total | Notas |
| ---- | --- | ------------------ | ---------- | ------------ | ---------- | ----- | ----- |
| 1    | 313 | NED Niek Kimmann   | 39.981 (1) | 40.023 (3)   | 39.352 (2) | 6     | Q     |
| 2    | 5   | GBR Kye Whyte      | 40.769 (3) | 40.076 (4)   | 39.299 (1) | 8     | Q     |
| 3    | 33  | FRA Joris Daudet   | 41.141 (4) | 39.629 (1)   | 39.924 (3) | 8     | Q     |
| 4    | 593 | ECU Alfredo Campo  | 40.442 (2) | 39.738 (2)   | 40.173 (4) | 8     | Q     |
| 5    | 7   | SUI David Graf     | 41.645 (6) | 1:15.178 (7) | 40.462 (5) | 18    |       |
| 6    | 40  | NOR Tore Navrestad | 41.648 (7) | 40.302 (5)   | 40.722 (6) | 18    |       |
| 7    | 500 | BRA Renato Rezende | 41.561 (5) | 1:28.740 (8) | 40.992 (7) | 20    |       |
| 8    | 24  | USA Corben Sharrah | 42.208 (8) | 40.994 (6)   | 43.532 (8) | 22    |       |

### Final
A final foi disputada em 30 de julho de 2021, às 12:25 locais.
| Pos.              | Bib | Ciclista           | Tempo  |
| ----------------- | --- | ------------------ | ------ |
| Medalha de ouro   | 313 | NED Niek Kimmann   | 39.053 |
| Medalha de prata  | 5   | GBR Kye Whyte      | 39.167 |
| Medalha de bronze | 278 | COL Carlos Ramírez | 40.572 |
| 4                 | 3   | FRA Sylvain André  | 40.676 |
| 5                 | 593 | ECU Alfredo Campo  | 40.705 |
| 6                 | 100 | FRA Romain Mahieu  | 41.952 |
| 7                 | 33  | FRA Joris Daudet   | DNF    |
| 8                 | 11  | USA Connor Fields  | DNS    |